# فرنكا فيولا
فرانكا فيولا (بالإيطالية: Franca Viola)‏ (ولدت في 9 يناير 1948) سيدة إيطالية أصبحت ذات شهرة في إيطاليا خلال 1960 وذلك لرفضها «إعادة التأهيل للزواج» بعد تعرضهما للخطف والاغتصاب. كانت واحدة من سيدات إيطاليا الأوائل اللائي تم اغتصابهن ورفضها الزواج من مغتصبها. فلقد نجحت هي وعائلتها في مناشدة القانون لمقاضاة مغتصبها. فللمحكمة صدى واسع في إيطاليا، فلقد تعارض سلوك فيولا مع التقاليد والأعراف المجتمعية في جنوب إيطاليا، حيث أن السيدة سوف تخسر شرفها إذ لم تتزوج الرجل ممن أفقدها العذرية. أصبحت فرانكا فيولا رمزا للتقدم الثقافي وتحرر المرأة فترة ما بعد حرب إيطاليا.

## الخطف والاغتصاب
ولدت فرانكا فيولا في بلدية الكامو الريفية، بصقلية. والبنت الكبرى لبرناردو فيولا المزارع، وزوجته فيتا فيها. وفي عام 1963 وعن عمر يناهز 15، تمت خطبتها من فيليبو ميلوديا، ابن أخ عضو المافيا فينسينزو ريمي، البالغ من العمر 23 عاما، تم القبض على ميلوديا بتهمة السرقة، وأمرها ابيها فسخ الخطوبة وانصاعت لأمره. ثم سافر ميلوديا بعد ذلك إلى ألمانيا. وخلال 1965 تمت خطبة فيولا من رجل أخر. وخلال هذه الفترة عاد ميلوديا إلى الكامو، محاولا الرجوع إلى فيولا والتدخل في حياتها، حتى قام بمطاردتها وتهديد كلا من ابيها وخطيبها.
وخلال الساعات الأولى من يوم 26 ديسمير 1965، أقتحم ميلوديا و12 مسلحين بيت فيولا وقاموا باختطافها، سحبها في سيارة، وخلال عملية الضرب لوالدة فيولا واختطاف أخيها الاصغر مريانو البالغ من العمر وقت ذات ثماني سنوات، والذي رفض ذهاب أخته. ولكن تم إطلاق سراح مريانو بعد ساعات قليلة، ولكن تم احتجاز فيولا في منزل شقيقة ميلوديا وزوجها (بيت ريفي في ضواحي المدينة) والذي فيه اغتصابها. عندها أخبرها ميلوديا أنها سوف تُجبر لأن تتزوج منه وإلا سوف تصبح إمراه عديمة الشرف، ولكن ردت فيولا عليه بأنها ليس لديها النية للتزوج منه، علاوة على ذلك ستقوم برفع دعوى قضائية ضده جراء ما ارتكب من خطف واعتداء. تظاهر والدها أنه يتفاوض مع ممن قاموا بخطفها، بينما كان متعاونا مع قوات الدرك الإيطالية كارابينييري لإعداد عملية صيد ناجحة.وفي الثاني من يناير لعام 1966 وقبل سبعة أيام من عيد ميلادها الثامن عشر تم إطلاق سراح فيولا والقبض على مختطفيها، أخبرها والدها إذا ما كان لديها الرغبة في الزواج من ميلوديان ولكنها اخبرته بأنها لا تريد الزواج منه، حتى طمأنها والدها بأنه سوف يقدم كل شيء لمساعدتها.

## رفض زواج إعادة التأهيل
عرض ميلوديا زواج التاهيل على فيولا، ولكنها رفضت، وبالتالي الاعتراض عما هو سائد في مجتمع صقلية وقت ذاك. وطبقا لأعراف المجتمع في هذا الوقت، فاختيارها هذا يعني أنها ستختار أن تكون «امراة فاحشة»؛ فلقد فقدت عذريتها دون الزواج. مما هو جدير بالذكر أن هذه المفاهيم لم تكن مقصورة على مناطق صقلية أو الريفية فقط، فلقد كانت أيضا واقعة في قانون العقوبات الإيطالي في ذلك الوقت، وهي المادة 544، التي تنص على مساوت الاغتصاب بجريمة ضد «الأخلاق العامة» بدلا من جريمة شخصية، مضيفة الطابع الرسمي على فكرة «إعادة تأهيل الزواج»، مشيرا إلى أن المغتصب الذي يتزوج ضحيته تُبطل جريمته تلقائيا.

## المحاكمة
تعرضت عائلة فيولا للخطر والاضطهاد من قِبل أبناء المدينة خاصة بعد رفض فيولا للزواج من مغتصبها، حيث قاموا بحرق المزرعة وحظيرة خاصة بهم. حظيت هذه الأحداث والمحكمة على صيت واسع في وسائل الإعلام الإيطالية. حتى وصل الأمر إلى البرلمان نفسه الذي شارك بشكل واضح، حتى أصبح من الواضح أن جزءا من القانون الحالي يتعارض مع الرأي العام. حاول محامو ميلوديا إثبات أن فيولا وافقت على الهروب مع ميلوديا بدافع «الزواج سرا» ولكن المحاكمة أقرت بأن ميلوديا مذنب. حُكم عليه بالسجن لمدة 11 عامًا، وتم تخفيضه بعد ذلك إلى 10 سنوات، مع قضاء مدة إجبارية لمدة سنتين في مودينا. تمت الإفراج عن خمسة من أصدقائه، وحصل الآخرون على أحكام مخففة نسبيا. وفي عام 1976 خرج ميلوديا من السجن، وفي أبريل 1978 قُتل على يد المافيا.
لم يتم إلغاء المادة القانونية التي تنص على في حال تزوج المغتصب من ضحيته تُبطل فعلته وظلت حتى عام 1981.

## إختيار الزواج
وفي ديسمبر 1968 تزوجت فرانكا فيولا من جوزيبي روزي، حيث أتمت العشرين عاما، فلقد كانا كلاهما يحبون بعضهم البعض منذ الطفولة. أصر روزي، الذي كان يعمل محاسب، على التزوج من الفتاة التي أحبها بالرغم من التهديدات والضجة التي تعرض لها. ولكن كان لا بد من الحصول على ترخيص سلاح ناري بعد الحصول على ترخيص الزواج، وذلك لحمايته وحماية زوجته المستقبلية. عبرا كلا من الرئيس الإيطالي جوزيبي ساراغات وبولس السادس عن مدى تقديرهم لشجاعة فرانكا فيولا وتضامنهم معها هي وزوجها. حتى قام الرئيس ساراغات بإرسال هدية لهم يوم زفافهم، كما استضافهم بول السادس في جلسة خاصة بعد ذلك، أنجبت فيولا ثلاثة أطفال،(ولدين وبنت)، ولاتزال تعيش مع زوجها في الكامو.

## الإرث
في 1970 أخرج داميانو دامياني فيلم يُسمى «الفتاة الأكثر جمالا» بطولة اورنيلا موتي معتمدا على حالة فيولا. وفي 2012 نشرت الكاتبة الصقلية بياتريس مونروي قصة فيولا بعنوان «لا يوجد شيء». وفي 2017 عُرض فيلم قصير لمدة خمس عشرة دقيقة يعرض قصة فرانكا فيولا وبعنوان فرانكا، فيولا، والذت تم تأهيله لتصفيات مهرجان مهانت للأفلام القصيرة.